# Izbica-Wieś
Izbica-Wieś – część miasta Izbica w Polsce, w województwie lubelskim, w powiecie krasnostawskim, w gminie Izbica.
Do 2021 samodzielna wieś. Według Krajowego Rejestru Urzędowego Podziału Terytorialnego Kraju (TERYT), nazwę Izbica posiadały dwie miejscowości w Gminie Izbica: Izbica oraz Izbica-Wieś (wieś), jednakże w praktyce miejscowości te traktowane były jako jedna miejscowość przez ich mieszkańców. Stan ten zlikwidowano po włączeniu Izbicy-Wsi do Izbicy w związku z przywróceniem tej drugiej statusu miasta 1 stycznia 2022. Równocześnie dwie części wsi Izbicy-Wsi (Maliniec i Przysiółek) stały się także częściami miasta Izbicy.
W latach 1975–1998 wieś położona była w województwie zamojskim.